# César-díj a legjobb hangnak
A legjobb hang César-díját (franciául César du meilleur son) a francia Filmművészeti és Filmtechnikai Akadémia 1976-ban hozta létre a hangmérnökök munkájának elismerésére. Átadása a „Césarok éjszakája” elnevezésű gálaünnepségen történik minden év február végén, március elején.
A megmérettetésben mindazon filmek hangmérnöke, vagy hangmérnöki gárdája részt vehet, amelyeket első körben jelöltek a legjobb film kategóriában. A jelöltek száma az évek során többször változott: 1987-ig négy-öt, 1988-tól 2006-ig három, 2007 óta pedig öt.

## Díjazottak és jelöltek
A díjazottak vastagítással vannak kiemelve.
Az évszám a díjosztó gála évét jelzi, amikor az előző évben forgalmazásra került film elismerésben részesült.

### 1970-es évek
| Év   | Díjazottak és jelöltek |
| ---- | --- |
| 1976 | - Nara Kollery – Fekete hold (Black Moon) - Harald Maury, Harrik Maury – Hu-Man - Michel Vionnet – India Song - Bernard Aubouy – A bosszú (Le vieux fusil)                                                                                      |
| 1977 | - Jean-Pierre Ruh – Mado - Paul Lainé – Barocco - Antoine Bonfanti – Szeretlek, én se (Je t'aime moi non plus) - Paul Lainé – Útkereső (La meilleure façon de marcher) - Jean Labussière – Klein úr (Monsieur Klein)                            |
| 1978 | - Jacques Maumont – Gondviselés (Providence) - Bernard Aubouy – Mentolos ital (Diabolo menthe) - Paul Lainé – Dites-lui que je l'aime - François Bel, Pierre Ley – La griffe et la dent - Jean-Pierre Ruh – Előttem az élet (La vie devant soi) |
| 1979 | - William-Robert Sivel – L'état sauvage - Harald Maury – Judith Therpauve - Alix Comte – Molière - Pierre Lenoir – Egyszerű eset (Une histoire simple)                                                                                          |

### 1980-as évek
| Év   | Díjazottak és jelöltek |
| ---- | --- |
| 1980 | - Pierre Gamet – Női fény (Clair de femme) - Alain Lachassagne – Martin et Léa - Jean-Pierre Ruh – Perceval lovag (Perceval le Gallois) - Pierre Lenoir – Retour à la bien-aimée |
| 1981 | - Michel Laurent – Az utolsó metró (Le dernier métro) - Jean-Pierre Ruh – A bankárnő (La banquière) - Michel Desrois – Halál egyenes adásban (La mort en direct) - Pierre Lenoir – A rossz fiú (Un mauvais fils) |
| 1982 | - Jean-Pierre Ruh – Díva (Diva) - Paul Lainé – Őrizetbevétel (Garde à vue) - Harald Maury – Egyesek és mások (Les Uns et les Autres) - Pierre Gamet – Malevil |
| 1983 | - William Robert Sivel, Claude Villand – A Sans Souci-i járókelő (La passante du Sans-Souci) - Jean-Pierre Ruh – Danton - Pierre Gamet, Jacques Maumont – Les quarantièmes rugissants - André Hervée – Une chambre en ville |
| 1984 | - Gérard Lamps, Jean Labussiere – Viszlát, Pantin! (Tchao Pantin) - Jean-Louis Ughetto – A pénz (L'argent) - Pierre Lenoir, Jacques Maumont – Főúr! (Garçon !) - Maurice Gilbert, Paul Lainé, Nadine Muse – Végzetes kaland (Mortelle randonnée)                                                                                           |
| 1985 | - Guy Level, Dominique Hennequin – Carmen - Pierre Gamet, Jacques Maumont – Halálos szerelem (L’amour à mor) - Pierre Gamet, Jean-Paul Loublier, Claude Villand – A Saganne erőd (Fort Saganne) - Bernard Le Roux, Guillaume Sciama, Claude Villand – Emlékek, emlékek (Souvenirs, souvenirs)                                              |
| 1986 | - Luc Perini, Harald Maury, Harrick Maury, Gérard Lamps – Metró (Subway) - Pierre Gamet, Dominique Hennequin – A hárem (Harem) - Paul Lainé, Gérard Lamps – A csitri (L’effrontée) - Dominique Hennequin, Jean-Louis Ughetto – Randevú (Rendez-vous)                                                                                       |
| 1987 | - William Flageollet, Michel Desrois, Claude Villand, Bernard Leroux – Jazz Párizsban ('Round Midnight) - Pierre Gamet, Dominique Hennequin, Laurent Quaglio – A Paradicsom… (Jean de Florette) - Bernard Bats, Dominique Hennequin – Estélyi ruha (Tenue de soirée) - Dominique Dalmasso, Alain Lachassagne – Thérese története (Thérese) |
| 1988 | - Jean-Claude Laureux, Claude Villand, Bernard Leroux – Viszontlátásra, gyerekek! (Au revoir les enfants) - Dominique Hennequin, Jean-Louis Ughetto – Les innocents - Bernard Bats, Gérard Lamps – Egy szerelmes férfi (Un homme amoureux)                                                                                                 |
| 1989 | - François Groult, Gérard Lamps, Pierre Befve – A nagy kékség (Le grand bleu) - François Groult, Dominique Hennequin, Guillaume Sciama – Camille Claudel - Bernard Le Roux, Laurent Quaglio, Claude Villand – A medve (L’ours) |

### 1990-es évek
| Év   | Díjazottak és jelöltek |
| ---- | --- |
| 1990 | - Pierre Lenoir, Dominique Hennequin – Monsieur Hire - Pierre Gamet, Claude Villand – Bunker Palace Hôtel - Michel Desrois, William Flageollet, Gérard Lamps – Az élet és semmi más (La vie et rien d'autre)                                               |
| 1991 | - Pierre Gamet, Dominique Hennequin – Cyrano de Bergerac - Michel Barlier, Pierre Befve, Gérard Lamps – Nikita - Pierre-Alain Besse, Henri Morelle, François Musy – Új hullám (Nouvelle Vague)                                                             |
| 1992 | - Gérard Lamps, Pierre Gamet, Anne Le Campion – Minden áldott reggel (Tous les matins du monde) - Vincent Arnardi, Jérôme Thiault – Delicatessen - Jean-Pierre Duret, François Groult – Van Gogh                                                           |
| 1993 | - Dominique Hennequin, Guillaume Sciama – Indokína (Indochine) - Paul Lainé, Gérard Lamps – A zongorakísérő (L'accompagnatrice) - Pierre Lenoir, Jean-Paul Loublier – Dermedt szív (Un cœur en hiver)                                                      |
| 1994 | - William Flageollet, Jean-Claude Laureux – Három szín: kék (Trois couleurs: Bleu) - Pierre Gamet, Dominique Hennequin – Germinal - Bernard Bats, Gérard Lamps – Dohányzó/Nem dohányzó (Smoking/No Smoking)                                                |
| 1995 | - Jean-Paul Mugel, Dominique Hennequin – Farinelli, a kasztrált (Farinelli) - Pierre Excoffier, François Groult, Gérard Lamps, Bruno Tarrière – Léon, a profi (Léon) - William Flageollet, Jean-Claude Laureux – Három szín: piros (Trois couleurs: Rouge) |
| 1996 | - Jean Goudier, Pierre Gamet, Dominique Hennequin – Huszár a tetőn (Le hussard sur le toit) - Dominique Dalmasso, Vincent Tulli – A gyűlölet (La haine) - Pierre Lenoir, Jean-Paul Loublier – Nelly és Arnaud úr (Nelly et Mr. Arnaud)                     |
| 1997 | - Philippe Barbeau – Mikrokozmosz - Füvek népe (Microcosmos : Le peuple de l'herbe) - Michel Desrois, Gérard Lamps – Conan kapitány (Capitaine Conan) - Jean Goudier, Dominique Hennequin, Paul Lainé – Rizsporos intrikák (Ridicule)                      |
| 1998 | - Pierre Lenoir, Jean-Pierre Laforge – Megint a régi nóta (On connaît la chanson) - Daniel Brisseau – Az ötödik elem (Le cinquième élément) - Pierre Gamet, Gérard Lamps – A rokon (Le cousin)                                                             |
| 1999 | - Vincent Tulli, Vincent Arnadi – Taxi - Jean-Pierre Duret, Dominique Hennequin – A Vendôme tér asszonya (Place Vendôme) - Jean-Pierre Laforce, Nadine Muse, Guillaume Sciama – Aki szeret engem, vonatra ül (Ceux qui maiment prendront le train)         |

### 2000-es évek
| Év   | Díjazottak és jelöltek |
| ---- | --- |
| 2000 | - Vincent Tulli, François Groult, Bruno Tarriere – Jeanne d’Arc – Az orléans-i szűz (Jeanne d’Arc) - Dominique Hennequin, Paul Lainé – Lány a hídon (La fille sur le pont) - William Flageollet, Guillaume Sciama – A lápvidék gyermekei (Les enfants du marais) |
| 2001 | - Gérard Hardy, François Maurel, Gérard Lamps – Harry csak jót akar (Harry, un ami qui vous veut du bien) - Dominique Dalmasso, Henri Morelle – A király táncol (Le roi dance) - Cyril Holtz, Vincent Tulli – Bíbor folyók (Les rivières pourpres) |
| 2002 | - Marc-Antoine Beldent, Cyril Holtz, Pascal Villard – A számat figyeld (Sur mes lèvres) - Vincent Arnardi, Gérard Hardy, Laurent Kossayan, Jean Umansky – Amélie csodálatos élete (Le fabuleux destin d'Amélie Poulain) - Cyril Holtz, Jean-Paul Mugel – Farkasok szövetsége (Le pacte des loups) |
| 2003 | - Jean-Marie Blondel, Gérard Hardy, Dean Humphreys – A zongorista (Le pianiste) - Dominique Gaborieau, Pierre Gamet – Ámen (Amen) - Pierre Gamet, Benoît Hillebrand, Jean-Pierre Laforce – 8 nő (8 femmes) |
| 2004 | - Jean-Marie Blondel, Gérard Hardy, Gérard Lamps – Nem kell a csók (Pas sur la bouche) - Pierre Gamet, Jean Goudier, Dominique Hennequin – Bon voyage - Olivier Goinard, Jean-Pierre Laforce, Jean-Paul Mugel – Kallódók (Les égarés) |
| 2005 | - Daniel Sobrino, Nicolas Cantin, Nicolas Naegelen – Kóristák (Les choristes) - Pierre Mertens, François Maurel, Sylvain Lasseur et Joël Rangon – 36 – Harminchat (36 quai des Orfèvres) - Jean Umansky, Gérard Hardy et Vincent Arnardi – Hosszú jegyesség (Un long dimanche de fiançailles) |
| 2006 | - Gérard Lamps, Laurent Quaglio – Pingvinek vándorlása (La marche de l’empereur) - Philippe Amouroux, Cyril Holtz, Brigitte Taillandier, Pascal Villard – Halálos szívdobbanás (De battre mon cœur s’est arrêté) - Olivier Dô Hùu, Benoît Hillebrant, Guillaume Sciama – Gabrielle |
| 2007 | - François Musy, Gabriel Hafner – Amikor énekes voltam (Quand j'étais chanteur) - Jean-Marie Blondel, Thomas Desjonquères, Gérard Lamps – Szívek (Cœurs) - Jean-Jacques Ferran, Nicolas Moreau, Jean-Pierre Laforce – Lady Chatterley - Pierre Gamet, Jean Goudier, Gérard Lamps – Senkinek egy szót se! (Ne le dis à personne) - Olivier Hespel, Olivier Walczak, Franck Rubio, Thomas Gauder – A dicsőség arcai (Indigènes)                                                                           |
| 2008 | - Laurent Zeilig, Pascal Villard, Jean-Paul Hurier – Piaf (La Môme) - Antoine Deflandre, Germain Boulay, Eric Tisserand – Közeli ellenségek (L'ennemi intime) - Guillaume Le Braz, Valérie Deloof, Agnès Ravez, Thierry Delor – Szerelmesdalok (Les chansons d'amour) - Thierry Lebon, Eric Chevallier, Samy Bardet – Persepolis (Persépolis) - Jean-Paul Mugel, Francis Wargnier, Dominique Gaborieau – Szkafander és pillangó (Le scaphandre et le papillon)                                          |
| 2009 | - Jean Minondo, Gérard Hardy, Alexandre Widmer, Loïc Prian, François Groult, Hervé Buirette – Halálos közellenség – Public Enemy (Mesrine: L'instinct de mort) - Jean-Pierre Laforce, Nicolas Cantin, Sylvain Malbrant – Karácsonyi történet (Un conte de Noël) - Olivier Mauvezin, Agnès Ravez, Jean-Pierre Laforce – Az osztály (Entre les murs) - Daniel Sobrino, Roman Dymny, Vincent Goujon – Külvárosi mulató (Faubourg 36) - Philippe Vandendriessche, Emmanuel Croset, Ingrid Ralet – Séraphine |

### 2010-es évek
| Év   | Díjazottak és jelöltek |
| ---- | --- |
| 2010 | - Pierre Excoffier, Bruno Tarrière, Selim Azzazi – A koncert (Le concert) - Pierre Mertens, Laurent Quaglio, Eric Tisserand – Isten hozott! (Welcome) - François Musy, Gabriel Hafner – A l'origine - Brigitte Taikkandrier, Francis Wargnier, Jean-Paul Hurier – A próféta (Un prophète) - Vincent Arnardi – Micmacs - (N)Agyban megy a kavarás (Micmacs à tire-larigot)                                                                                               |
| 2011 | - Daniel Sobrino, Jean Goudier, Cyril Holtz – Gainsbourg (hősi élet) (Gainsbourg (Vie héroïque)) - Philippe Barbeau, Jerome Wiciak, Florence Lavallé – Óceánok (Océans) - Jean-Marie Bondel, Thomas Desjonqueres, Dean Humphreys – Szellemíró (The Ghost Writer) - Jean-Jacques Ferrand, Vincent Guillon, Eric Bonnard – Emberek és istenek (Des hommes et des dieux) - Olivier Meauvezin, Severin Favriau, Stéphane Thiebaut – Turné (Tournée)                         |
| 2012 | - Olivier Hespel, Julie Brenta, Jean-Pierre Laforce – Államérdekből (L'exercice de l'État) - Pascal Armant, Jean Goudier, Jean-Paul Hurier – Életrevalók (Intouchables) - Jean-Pierre Duret, Nicolas Moreau, Jean-Pierre Laforce – Bordélyház (L'Apollonide (Souvenirs de la maison close)) - Nicolas Provost, Rym Debbarh-Mounir, Emmanuel Croset – Polisse - André Rigaut, Sébastien Savine, Laurent Gabiot – Szemünk fénye (La guerre est déclarée)                  |
| 2013 | - Antoine Deflandre, Germain Boulay, Éric Tisserand – Cloclo - Erwan Kerzanet, Josefina Rodriguez, Emmanuel Croset – Holy Motors - Guillaume Sciama, Nadine Muse, Jean-Pierre Laforce – Szerelem (Amour) - Brigitte Taillandier, Francia Wargnier, Olivier Goinard – Búcsú a királynémtól (Les adieux à la reine) - Brigitte Taillandier, Pascal Villard, Jean-Paul Hurier – Rozsda és csont (De rouille et d'os)                                                       |
| 2014 | - Jean-Pierre Duret, Mélissa Petitjean – Michael Kohlhaas - Lucien Balibar, Nadine Muse, Cyril Holtz – Vénusz bundában (La Vénus à la fourrure) - Marc-Antoine Beldent, Loïc Prian, Olivier Dô Huu – Én, én és az anyám (Les garçons et Guillaume, à table !) - Jérôme Chenevoy, Fabien Pochet, Roland Voglaire, Jean-Paul Hurier – Adèle élete – 1-2. fejezet (La vie d'Adèle) - Philippe Grivel, Nathalie Vidal – Idegen a tónál (L'inconnu du lac)                   |
| 2015 | - Philippe Welsh, Roman Dymny, Thierry Delor – Timbuktu - Pierre André, Daniel Sobrino – Csajkor (Bande de filles) - Jean-Jacques Ferran, Nicolas Moreau, Jean-Pierre Laforce – Bird People - Jean-Luc Audy, Guillaume Bouchateau, Niels Barletta – A küzdők (Les combattants) - Nicolas Cantin, Nicolas Moreau, Jean-Pierre Laforce – Saint Laurent |
| 2016 | - François Musy, Gabriel Hafner – Marguerite – A tökéletlen hang (Marguerite) - Daniel Sobrino, Valérie Deloof, Cyril Holtz – Dheepan – Egy menekült története (Dheepan) - Nicolas Provost, Agnès Ravez, Emmanuel Croset – Az én szerelmem (Mon roi) - Ibrahim Gök, Damien Guillaume, Olivier Goinard – Mustang - Nicolas Cantin, Sylvain Malbrant, Stéphane Thiébaut – Fiatal éveim (Trois souvenirs de ma jeunesse)                                                   |
| 2017 | - Marc Engels, Fred Demolder, Sylvain Réty, Jean-Paul Hurier – A mélység kalandora (L'Odyssée) - Brigitte Taillandier, Vincent Guillon et Stéphane Thiébaut – Csokoládé (Chocolat) - Jean-Paul Mugel, Alexis Place, Cyril Holtz et Damien Lazzerini – Áldozat? (Elle) - Martin Boissau, Benoît Gargonne, Jean-Paul Hurier – Frantz - Jean-Pierre Duret, Syvlain Malbrant, Jean-Pierre Laforce – Mal de pierres                                                          |
| 2018 | - Barbara – Olivier Mauvezin, Nicolas Moreau és Stéphane Thiébault - 120 dobbanás percenként (120 battements par minute) – Julien Sicart, Valérie de Loof és Jean-Pierre Laforce - Viszontlátásra odafönt (Au revoir là-haut) – Jean Minondo, Gurwal Coïc-Gallas, Cyril Holtz és Damien Lazzerini - Nyers (Grave) – Mathieu Descamps, Séverin Favriau és Stéphane Thiébault - Eszeveszett esküvő (Le sens de la fête) – Pascal Armant, Sélim Azzazi és Jean-Paul Hurier |
| 2019 | - Testvérlövészek (Les Frères Sisters) – Brigitte Taillandier, Valérie de Loof és Cyril Holtz - La douleur – Antoine-Basile Mercier, David Vranken és Aline Gavroy - Szabadúszók (Le grand bain) – Cédric Deloche, Gwennolé Le Borgne és Marc Doisne - Guy – Yves-Marie Omnès, Antoine Baudouin és Stéphane Thiébaut - Láthatás (Jusqu'à la garde) – Julien Sicart, Julien Roig és Vincent Verdoux                                                                      |

### 2020-as évek
| Év   | Díjazottak és jelöltek |
| ---- | --- |
| 2020 | - Nicolas Cantin, Thomas Desjonquères, Raphaël Mouterde, Olivier Goinard, Randy Thom – Baljós Hullámok (Le chant du loup) - Rémi Daru, Séverin Favriau, Jean-Paul Hurier – Boldog idők (La Belle Époque) - Lucien Balibar, Aymeric Devoldère, Cyril Holtz, Niels Barletta – Tiszt és kém – A Dreyfus-ügy (J’accuse) - Arnaud Lavaleix, Jérôme Gonthier, Marco Casanova – Nyomorultak (Les Misérables) - Julien Sicart, Valérie De Loof, Daniel Sobrino – Portré a lángoló fiatal lányról (Portrait de la jeune fille en feu) |
| 2021 | - Yolande Decarsin, Jeanne Delplancq, Fanny Martin, Olivier Goinard – Ha már fel kell nőni (Adolescentes) - Jean Minondo, Gurwal Coïc-Gallas, Cyril Holtz – Elég a hülyékből (Adieu les cons) - Guillaume Valeix, Fred Demolder, Jean-Paul Hurier – Jó a szamár is (Antoinette dans les Cévennes) - Claire Perrier Huissier De Justice Associé Maxime Gavaudan, François Mereu, Jean-Paul Hurier – Szerelmeink (Les Choses qu'on dit, les choses qu'on fait) - Brigitte Taillandier, Julien Roig, Jean-Paul Hurier – ’85 nyara (Été 85) |
| 2022 | - Erwan Kerzanet, Katia Boutin, Maxence Dussère, Paul Heymans, Thomas Gauder – Annette - Olivier Mauvezin, Arnaud Rolland, Edouard Morin, Daniel Sobrino – Aline – A szerelem hangja (Aline) - Nicolas Provost, Nicolas Bouvet-Levrard, Marc Doisne – Boîte noire - François Musy, Renaud Musy, Didier Lozahic – Elveszett illúziók (Illusions perdues) - Mathieu Descamps, Pierre Bariaud, Samuel Aïchoun – Les magnétiques |
| 2023 | - François Maurel, Olivier Mortier, Luc Thomas – Akkor éjjel (La nuit du 12) - Cyril Moisson, Nicolas Moreau, Cyril Holtz – Tánc az élet (En corps) - Laurent Benaïm, Alexis Meynet, Olivier Guillaume – Családban marad (L’innocent) - Cédric Deloche, Alexis Place, Gwennolé Le Borgne, Marc Doisne – Novembre - Jordi Ribas, Benjamin Laurent, Bruno Tarrière – Pacifiction : Tourment sur les Îles |
| 2024 | - Fabrice Osinski, Raphaël Sohier, Matthieu Fichet és Niels Barletta – Állati királyság (Le Règne animal) - Julien Sicart, Fanny Martin, Jeanne Deplancq és Olivier Goinard – Egy zuhanás anatómiája (Anatomie d'une chute) - Rémi Daru, Guadalupe Cassius, Loïc Prian és Marc Doisine – Az arcuk mindig előttem lesz (Je verrai toujours vos visages) - Erwan Kerzanet, Sylvain Malbrant és Olivier Guillaume – A Goldman ügy (Le Procès Goldman) - David Rit, Gwennolé Le Borgne, Olivier Touche, Cyril Holtz és Niels Barletta – A három testőr: D’Artagnan (Les Trois Mousquetaires : D'Artagnan) és A három testőr: Milady (Les Trois Mousquetaires : Milady) |
| 2025 | - Erwan Kerzanet, Aymeric Devoldère, Cyril Holtz, Niels Barletta – Emilia Pérez - Pascal Armant, Sandy Notarianni, Niels Barletta – Váratlan dallamok (En fanfare) - Marc-Olivier Brullé, Pierre Bariaud, Charlotte Butrak, Samuel Aïchoun – L’Histoire de Souleymane - Cédric Deloche, Gwennolé Le Borgne, Jon Goc, Marc Doisne – Dübörgő szívek (L'Amour ouf) - David Rit, Gwennolé Le Borgne, Olivier Touche, Laure-Anne Darras, Marion Papinot, Marc Doisne, Samuel Delorme – Monte Cristo grófja (Le compte de Monte Cristo) |